# George Varnell
George Marshall Varnell (Chicago, 10 agosto 1882 – Seattle, 4 febbraio 1967) è stato un ostacolista statunitense.
Varnell partecipò alle gare dei 200 metri ostacoli e 400 metri ostacoli ai Giochi olimpici di Saint Louis 1904. In entrambe le gare da lui disputate ottenne il quarto posto.
Dopo il ritiro dallo sport, fu giornalista e allenatore di pallacanestro e football americano a livello universitario.